# Église Notre-Dame du Bout-du-Pont
L'église Notre-Dame du Bout-du-Pont est l'une des églises de Pau, située au cœur du quartier du 14-Juillet.
Elle est inaugurée le 18 décembre 1932, et fut construite après la loi de 1905. L’église est consacrée à l’Immaculée Conception.
Bien que située sur le territoire de Pau, l'église est gérée par la paroisse Notre-Dame-de-l'Espérance de Jurançon.

## Histoire

### Origines
Depuis les origines de la ville de Pau et la construction du château de Pau, on trouvait un oratoire dédié à « Nouste Dame deü Cap deü Pount ». Cette vierge était invoquée par les bergers afin de franchir le gave sans incident, mais surtout par les femmes durant leur grossesse. Ainsi, Jeanne d’Albret chanta la chanson de Notre-Dame juste avant la naissance du futur Henri IV.
De 1734 à 1739, le « Pont Neuf » (désormais appelé Pont du 14-Juillet) est construit sur le gave de Pau, reliant Pau à Jurançon. Un quartier se crée alors de l'autre côté du pont.

### Construction
La construction de l'église Notre-Dame du Bout-du-Pont est liée à celle de la Chapelle des Ursulines, construite un demi-siècle auparavant. En 1873, l’architecte Touzis édifie la chapelle du couvent des Ursulines, dans un style architectural néogothique, à l’emplacement de l'actuel Palais des Pyrénées. 
Mais ce lieu de culte n’a pas vocation à être éternel, la ville de Pau étant alors en pleine évolution.
Constatant que le quartier du 14-Juillet était en danger de déchristianisation, le chanoine Hourcade, curé de Notre-Dame de Jurançon, fit l'acquisition en 1922 d'un baraquement du champ d’aviation, à côté de l’emplacement actuel de l’église, afin de le transformer en chapelle pour y placer la statue de la Vierge, invoquée par les bergers et les femmes enceintes.
À la toute fin des années 1920, la ville cherche à se doter d'un édifice de commerces et de spectacles : c'est ainsi que le projet du Palais des Pyrénées voit le jour.
Ainsi, la chapelle des Ursulines, bénie le 27 juin 1873, et le Couvent des Ursulines de Pau doivent disparaitre afin de libérer le foncier. À ce moment-là, le chanoine Hourcade, envisage une construction plus grande que le baraquement qui accueille les messes du quartier. 
Avec l'aide de l'un de ses paroissiens, l’architecte Henri Navarre, qui se propose de démonter la chapelle des Ursulines pierre par pierre, la chapelle est déplacée et reconstruite à l’angle des rues Marcel-Barthe et du Général-Dauture. Henri Navarre, habitant du quartier du 14-Juillet, dirige et surveille les opérations entre 1929 et 1932.
L'emplacement est celui du baraquement en bois du champ d’aviation acquit par le chanoine Hourcade, qui abrite alors la statue du XIIIe siècle de « Nouste Dame deü Cap deü Pount ».

## Description
Le plan comporte une nef de six travées à bas-côtés, ave un chœur à travée droite et pans coupés, et une abside contournée par un déambulatoire et une chapelle axiale consacrée à la Vierge. 
De plus, deux chapelles situées sur les côtés forment un faux transept. L'édifice est construit en galets, et l'emploi de la pierre de taille est réservé aux encadrements, aux chaînages, à la sculpture ornementale. L'élévation intérieure de la nef est composée de grandes arcades, de triplets pour les baies des tribunes, de fenêtres hautes sous la forme de deux lancettes réunies sous un oculus. 
A noter, la nef s'est vue doter d'une travée supplémentaire durant le l'opération de reconstruction de l'édifice. Certains vitraux ayant pour thème les Litanies de la Vierge de l'ancienne chapelle des Ursulines ont été réutilisés dans la rose de la façade occidentale et du chœur.  
D'autres vitraux plus récents des ateliers Mauméjean de Hendaye sont consacrés à des saints issus de la région, des saints et saintes français, des scènes extraites de la vie du Christ et de la Vierge. Dans les bas-côtés sont illustrés les grands sanctuaires français de la Vierge.
Cette église possède quatre représentations des rois de France, y compris une mosaïque qui rend hommage au vœu de Louis XIII :

1. Louis IX (saint) : vitrail du chœur ;
2. Louis XI : vitrail de Notre-Dame de Sarrance ;
3. Henri IV : vitrail du chœur ;
4. Louis XIII : mosaïque.